# Чиж Володимир Пилипович
Володи́мир Пили́пович Чиж (1907, село Старосілля, тепер Андрушівського району Житомирської області — 10 жовтня 1986, місто Київ) — радянський військовий діяч, 1-й заступник командувача військ Червонопрапорного Київського військового округу, генерал-полковник. Депутат Верховної Ради УРСР 7—9-го скликань.

## Біографія
Народився у селянській родині у вересні 1907 року. У 1925 році закінчив агротехнікум.
У 1925—1929 р. — помічник завідувача, завідувач радгоспу, агроном цукрового заводу на Вінниччині.
У Червоній армії з 1929 року. Перебував на командних посадах.
Закінчив Військову академію імені Фрунзе.
Член ВКП(б) з 1941 року.
Учасник німецько-радянської війни. До 1944 року — начальник оперативного відділу — заступник начальника штабу 2-ї танкової армії. У травні 1944 — червні 1945 р. — начальник штабу 4-го гвардійського механізованого корпусу.
Після війни служив на командних посадах у Радянській армії.
Закінчив Військову академію Генерального штабу Збройних сил СРСР.
У березні 1954 — січні 1955 р. — командир 128-го стрілецького корпусу 28-ї армії Білоруського військового округу.
У січні 1955 — січні 1960 р. — командувач 4-ї гвардійської механізованої (з 1957 року — 20-ї гвардійської загальновійськової) армієї Групи радянських військ у Німеччині.
У січні 1960 — вересні 1962 р. — начальник штабу — 1-й заступник командувача військ Одеського військового округу.
У вересні 1962 — серпні 1969 р. — 1-й заступник командувача військ Червонопрапорного Київського військового округу.
У 1969—1977 р. — начальник штабу Цивільної оборони Української РСР — заступник начальника Цивільної оборони Української РСР.
З 1978 — у відставці.
Проживав у Києві. Похований на Лук'янівському кладовищі в Києві.

## Звання
- генерал-майор танкових військ
- генерал-лейтенант танкових військ (8.08.1955)
- генерал-полковник (9.05.1961)

## Нагороди
- орден Леніна
- чотири ордени Червоного Прапора
- орден Кутузова ІІ ступеня
- орден Суворова ІІ ступеня
- орден Вітчизняної війни І ступеня
- орден Вітчизняної війни ІІ ступеня
- орден Червоної Зірки
- орден «За службу Батьківщині у Збройних Силах СРСР» ІІІ ст.
- югославський орден Партизанської Зірки І ступеня
- дві Почесні грамоти Президії Верховної Ради Української РСР (15.09.1972, 15.09.1977)
- медалі